# Giso II.
Giso II. (* vor 1049; † 1073) war ein Graf aus dem Geschlecht der Gisonen im Raum Marburg in Hessen. Er ist erstmals 1049 bezeugt und wurde 1073 im Zuge einer Fehde auf seiner Burg Hollende bei Wetter erschlagen. Er war wohl nicht der Sohn, wohl aber ein Nachkomme von Giso I., dem mutmaßlichen Stammvater seines Geschlechts.
Giso II. gehörte zum engeren Kreis der Gefolgsleute um König Heinrich IV., der als Folge der Lehenspolitik seiner Mutter, der Kaiserin Agnes, während ihrer Regentschaft für ihren minderjährigen Sohn im Streit mit dem sächsischen Grafen und Bayernherzog Otto von Northeim lag. Nachdem Heinrich 1065 die Amtsgeschäfte selbst übernommen hatte, versuchte er, seinen persönlichen Besitz durch Zugriff auf Besitzungen und Lehen Ottos am Harz zu erweitern. Otto widersetzte sich.

## Das Komplott gegen Otto von Northeim
Daraufhin kam es im Jahre 1070 zu einem aufsehenerregenden Vorfall, in dem Giso II. eine unrühmliche Rolle spielte, für die er wenige Jahre später mit seinem Leben zahlen würde. Heinrich IV. verbrachte die Pfingstfeiertage des Jahres 1070 in Fritzlar. Dort erschien Egeno I. von Konradsburg, ein Edelfreier zweifelhaften Rufs vom Nordhang des Harzes. Er behauptete, Otto von Northeim habe ihn angeworben, den König zu ermorden, und präsentierte ein Schwert, das man ihm angeblich dazu übergeben habe. Otto beteuerte seine Unschuld, wurde aber dennoch zum Zweikampf mit Egeno aufgefordert, um sich durch dieses Gottesurteil von dem Vorwurf reinzuwaschen. Dies erregte bei den Reichsfürsten erheblichen Unwillen, da Otto hohes Ansehen genoss und die Aufforderung zu einem Duell mit einem „Strauchdieb“ als unzumutbarer Affront angesehen wurde.
Otto weigerte sich wegen mangelnder Sicherheitsgarantien, zum Duell in Goslar zu erscheinen, und wurde daraufhin von Heinrich in die Reichsacht getan, als Herzog abgesetzt und seiner sächsischen Hausgüter enteignet. Daraufhin verbündete er sich mit Magnus Billung, dem Sohn des Herzogs von Sachsen, und griff zu den Waffen, wurde jedoch schon Anfang 1071 besiegt und von Pfingsten 1071 bis Juli 1072 in Reichshaft genommen. Dann erhielt er seine Eigengüter zurück, nicht aber seine umfangreichen Reichslehen.
Anstifter und Urheber des Komplotts gegen Otto waren Graf Giso II. und Graf Adalbert von Schauenburg. Vermutlich mit Wissen oder gar auf Befehl Heinrichs sollen sie den Plan geschmiedet, die Anklage formuliert, und Egeno bestochen haben, mit der Anklage am Königshof zu erscheinen. Ziel der Verschwörung war die Entmachtung des Bayernherzogs und die Enteignung seines gesamten Besitzes, der damit Heinrich zur persönlichen Besitznahme oder zur Belehnung an treue Gefolgsleute zur Verfügung gestanden hätte.

## Gisos Ende
Giso und Adalbert zahlten einen hohen Preis für ihre Intrige. Im Sommer 1073 stellte sich Otto von Northeim an die Spitze des sächsischen Aufstands gegen das salische Königtum und dessen Königslandpolitik. Ottos Gefolgsleute drangen nach Hessen ein und, wie der Chronist Lampert von Hersfeld berichtet, eroberten sie die Gisonen-Burg Hollende und töteten Giso, Adalbert und Adalberts vier Söhne.